# Convent de Sant Francesc de Morella
El Convent de Sant Francesc, als peus del castell i prop de l'església de Santa Maria, al municipi valencià de Morella (els Ports), és un monestir dels segles xiii, xiv i xv d'estil gòtic.
La fundació del convent data del 17 de maig de 1272. Per notícies documentals se sap que a fins del segle xiii el claustre ja s'havia acabat. Cap al 1300 es va iniciar la construcció de l'església, que es va consagrar 90 anys després. I l'Aula Capitular, de l'arquitecte Andreu Tarrascó, està datada entre 1427 i 1442.
Del conjunt destaca el claustre, que es conserva molt afectat després de les desamortitzacions del segle xix, de planta rectangular a la qual s'accedeix a través de l'església. Presenta una sèrie d'arcs trilobulats molt senzills que en el seu moment van estar coberts amb un sostre de fusta.
També destaca la monumental església, amb coberta de fusta que se sosté mitjançant un sistema d'arcs diafragma. És de planta rectangular i està dividida a l'interior en cinc trams i capelles entre contraforts que cobrixen amb volta de canó, igual que l'absis poligonal de la capçalera. En el segle xviii l'interior va ser revestit amb una empremta classicista.
A l'aula capitular, dita sala de profundis, annexa al claustre, es conserven unes pintures al fresc gòtiques del primer quart del segle xv en les quals es representa la Dansa de la Mort.
El Convent de Sant Francesc s'està rehabilitant des del 2004 per tal d'acollir un Parador de Turisme.